# Смаржова
Смаржова (пол. Smarżowa) — село в Польщі, у гміні Бжостек Дембицького повіту Підкарпатського воєводства.
Населення — 660 осіб (2011).
У 1975—1998 роках село належало до Тарновського воєводства.

## Демографія
Демографічна структура станом на 31 березня 2011 року:
|          | Загалом | Допрацездатний вік | Працездатний вік | Постпрацездатний вік |
| -------- | ------- | ------------------ | ---------------- | -------------------- |
| Чоловіки | 333     | 83                 | 214              | 36                   |
| Жінки    | 327     | 75                 | 178              | 74                   |
| Разом    | 660     | 158                | 392              | 110                  |

## Відомі люди
- Шеля Якуб